# Nomes da Guerra Civil Americana
A Guerra Civil Americana ficou conhecida por diversos nomes, que refletem os diferentes aspectos históricos, políticos e culturais de diferentes grupos e regiões envolvidos direta ou indiretamente no conflito. Ao contrário de outras guerras civis, a Guerra Civil Americana não ocorreu em razão da luta de diferentes facções pelo controle político de um país, mas sim pelo esforço de um grupo político (Norte ou a União) em combater um movimento de secessão (Sul, Separatistas ou Confederados). Os combatentes, os exércitos e as batalhas travadas na guerra também receberam designações diferentes refletindo as diversas perspectivas político-sociais envolvidas no conflito.

## A Guerra
Os seguintes nomes são os mais usados nos Estados Unidos, ou foram muito usados. Elas estão listados em ordem decrescente de uso.
- Guerra Civil Americana: É o termo mais usado atualmente para descrever o conflito, sendo utilizado pela maioria da mídia e dos historiadores nos Estados Unidos desde o início do século XX. O National Park Service, uma organização governamental criada pelo Congresso dos Estados Unidos, com o objetivo de preservar os campos de batalha da guerra, usa este termo. Nos Estados Unidos e no Canadá, dificilmente o termo Guerra Civil Americana é empregado, sendo ao invés disto, usado apenas Guerra Civil.
- Guerra Entre os Estados: Este termo não foi usado durante a guerra, mas cunhado imediatamente após o fim da guerra por Alexander Stephens, Vice-Presidente dos Estados Confederados da América à época do conflito. A expressão desagradou a ambos os lados do conflito. Os Nortistas rejeitavam a ideia que de um conflito entre Estados; Ao invés disso, defendem a tese de que a União - a nação americana como um todo - lutava contra uma rebelião. Já os confederados, à época, acreditavam que sua nova nação estava lutando contra outra nação, e a população confederada certamente nunca acreditou que a guerra travada fora uma guerra entre os estados durante o período do confito . Após 1890, este termo tornou-se muito usado, por parecer, à época, menos provocativo; e foi a expressão mais usada entre 1900 a 1940 para descrever o conflito. O USMC War Memorial e o Cemitério Nacional de Arlington usam este termo.
- Guerra da Rebelião: Termo utilizado oficialmente pelo governo americano até 1900. Um derivado é Guerra da Rebelião Sulista.
- Guerra da Independência Sulista: Foi imensamente popular durante a guerra. Seu uso no pós guerra caiu drasticamente devido ao fracasso da intenção sulista de independência. Ressurgiu no fim do século XX entre grupos de herança confederada, tais como a Liga do Sul e os Filhos de Veteranos Confederados.
- Guerra da Agressão Nortista: Este termo dá ênfase às reivindicações de grupos políticos confederados de que o Norte teria efetivamente invadido o Sul.
- Guerra da Secessão: Utilizado primariamente no Sul, sendo rara no restante do país, e rara em publicações americanas, embora seja comumente usado em países e publicações de língua portuguesa.

Outros termos muito menos usados são Guerra em Defesa da Virgínia, Guerra do Senhor Lincoln (termos usados no Sul); e Guerra da Insurreição, Guerra para Salvar a União, Guerra para a Abolição e Guerra da Prevenção da Independência Sulista (termos usados no Norte).

## Batalhas e exércitos
Existe uma curiosa disparidade entre as facções beligerantes na nomenclatura de algumas batalhas. No Norte, as batalhas eram frequentemente nomeadas em referência a rios ou riachos localizados próximos local do confonro; no Sul, a nome da cidade mais próxima era usado. Entre as diferenças mais populares, destacam-se:
| Nome Nortista                  | Nome Sulista                 |
| ------------------------------ | ---------------------------- |
| Primeira Batalha de Bull Run   | Primeira Batalha de Manassas |
| Segunda Batalha de Bull Run    | Segunda Batalha de Manassas  |
| Batalha de Logan's Cross Roads | Batalha de Mills Springs     |
| Batalha de Antietam            | Batalha de Sharpsburg        |
| Batalha de Pittsburg Landing   | Batalha de Shiloh            |
| Batalha de Fair Oaks           | Batalha de Seven Pines       |
| Batalha de Chaplin Hills       | Batalha de Perryville        |
| Batalha de Stone's River       | Batalha de Murfreesboro      |
| Batalha de Opequon Creek       | Batalha de Winchester        |